# Castelo de Leutemberg

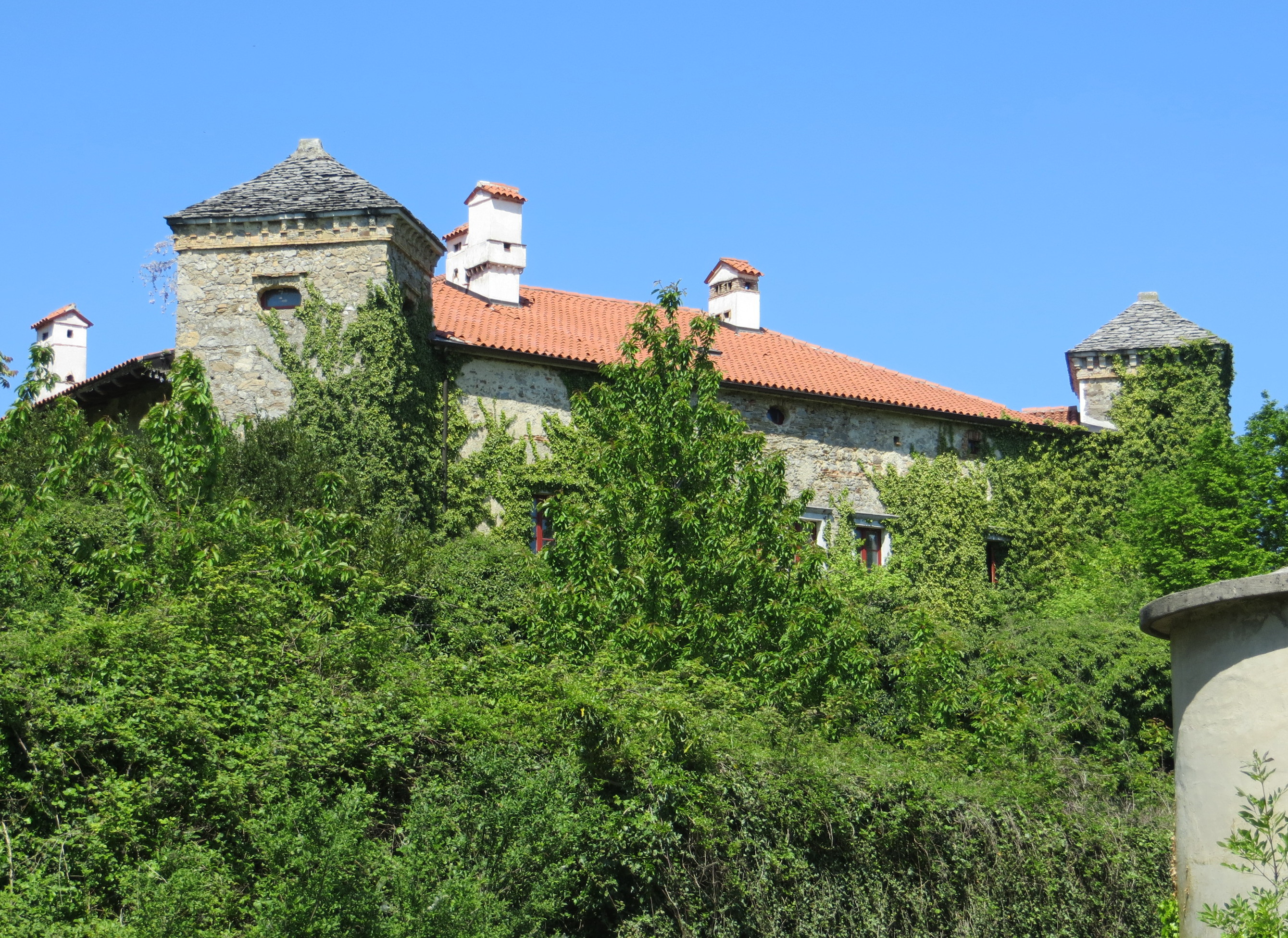
Castelo de leutemberg

O Castelo de Leutemberg (também conhecido como Lože) é um castelo em Lože, uma vila no município de Vipava, no sudoeste da Eslovénia. Foi originalmente construído no século XII, mas foi posteriormente reconstruído e remodelado.